# Frank J. Dixon
Frank James Dixon (* 9. März 1920 in Saint Paul (Minnesota); † 8. Februar 2008 in San Diego) war ein US-amerikanischer Immunologe und Pathologe.

## Leben
Dixon studierte an der University of Minnesota mit dem Bachelorabschluss 1941 und dem medizinischen Abschluss (M. D.) 1943. Nach Internship während eines dreijährigen Dienstes in der US Navy am US Naval Hospital forschte er an der Harvard University in Pathologie und war ab 1948 in der Washington University Medical School. Ab 1951 war er an der University of Pittsburgh Medical School, wo er Professor und Vorstand der Abteilung Pathologie wurde. Ab 1961 war er an der University of California, San Diego (UCSD), wo er an der Scripps Clinic and Research Institute (dem späteren Scripps Research Institute) die Abteilung Experimentelle Pathologie gründete und leitete. 1965 bis 1968 war er  Professor in der Fakultät für Biologie der UCSD (ab 1968 als Adjunct Professor). Ab 1970 war er am Scripps Research Institute, dessen Abteilung für Experimentelle Pathologie er ab 1974 leitete und dessen Direktor er ab 1987 war.
Er war seit 1946 mit Marion Dixon verheiratet, hatte zwei Söhne und eine Tochter, Janet Dixon, Professorin für Anthropologie an der University of Illinois.

## Werk
Dixon entwickelte ab den 1940er-Jahren Tracer-Techniken, um Proteine mit radioaktivem Jod zu markieren und so deren Weg im Körper zu verfolgen, was er in Untersuchungen in der Immunologie einsetzte. Damit zeigte er ab den 1960er-Jahren, wie bestimmte Proteine mit Antikörpern Immunkomplexe bilden, die die feinen Kapillarkanäle (im Nierenkörperchen mit Glomerulum) in den Nieren verstopfen können und so zu Nierenversagen führen können. Damit klärte er die Natur einer Reihe von Nierenkrankheiten, insbesondere Glomerulonephritis, die er sowohl experimentell als auch in klinischen Studien ausführlich untersuchte. Er untersuchte auch das Verhältnis Antigen zu Antikörper für den Eintritt von Nierenschädigungen und die Rolle des Komplements bei diesem Vorgang.
Dixon zeigte auch die pathogene Rolle dieser Immunkomplexe in einer Reihe von Autoimmunkrankheiten wie Lupus erythematodes (SLE) und rheumatischer Arthritis sowie bei der Serumkrankheit.
Mit Michael B. A. Oldstone untersuchte er Ende der 1960er-Jahre wie eine chronische Vireninfektion eine Immunreaktion auslösen kann, die über die Bildung der Immunkomplexe zu Nierenerkrankungen und Erkrankungen des Blutgefäßsystems führt. Dabei wiesen sie auch nach, dass dies auch bei Übertragung von Viren von der Mutter auf das Embryo passieren kann, was zuvor allgemein bezweifelt wurde.
Mit Kollegen am Scripps Institute züchtete er eine Maus (MRL/1), die als Modell zum Studium der Autoimmunkrankheit Lupus erythematodes (SLE) dienen konnte (sowie von rheumatischer Arthritis). Er zeigte dabei die Existenz einer genetischen Veranlagung für die Ausbildung der SLE und die Rolle einer Reihe von Faktoren, die den Ausbruch beschleunigen konnten.
Am Anfang seiner Karriere in den 1950er-Jahren klassifizierte er auch Hodentumore.

## Auszeichnungen, Mitgliedschaften
Er erhielt zahlreiche Auszeichnungen, darunter 1969 den Gairdner Foundation International Award, 1975  den Dickson Prize in Medicine und den Albert Lasker Award for Basic Medical Research, 1979 den Rouse-Whipple Award der American Association of Pathologists (und deren Gold-Headed-Cane Award), den Parke Davis Award der American Society of Experimental Pathology, 1989 den Paul Klemperer Award der New York Academy of Science und 1990 den Jean Hamburger Award der International Society of Nephrology. Er war Fellow der National Academy of Sciences, der American Academy of Arts and Sciences, der American Association for the Advancement of Science und der New York Academy of Sciences. Er war Honorary Fellow des Royal College of Pathologists und Ehrendoktor der Washington University.
In den Jahren 1970/1971 war er Präsident der American Association of Immunologists und 1966 der American Association of Pathologists.